# Парк Мира (Лейпциг)
Парк Мира (нем. Friedenspark) — общественный парк в немецком городе Лейпциг в федеральной земле Саксония, открытый в 1983 году на месте кладбища св. Иоанна.
С закрытием Нового кладбища св. Иоанна было начато его радикальное преобразование в общедоступный парк, причем в Генеральном плане 1970 года здесь предусматривалось создание парка культуры и отдыха для студентов университета с многочисленными спортивными площадками и плавательным бассейном. Однако после проведённой расчистки территории кладбища и насыпки высокого холма из фрагментов надгробных памятников в 1973 году, работы были на несколько лет остановлены и возобновлены лишь в начале 1980-х годов. Наконец, 20 июля 1983 года здесь был открыт общегородский парк, который после проведённого газетой Leipziger Volkszeitung опроса получил название парк Мира.
Парк имеет размеры 600 на 300 метров и вытянут строго по оси север—юг, будучи пронизан двумя параллельными аллеями, главная из которых была перенята из старой планировки и начинается от сохранившихся старых кладбищенских ворот. Основная площадь парка, составляющая в настоящее время порядка 17,5 га, структурирована различными группами деревьев и кустарников, среди которых встречаются, прежде всего, липа и каштан, а также ясень, берёза, тополь, рябина, гледичия и робиния.
Территория парка украшена рядом скульптурных композиций: фигуры «Студентки», «Читающая» и «Три грации» восходят ко временам закладки парка. Позднее к ним добавилась перенесённая из парка Розенталь скульптура «Влюблённые» в специально отгороженном Саду ароматов и ощущений (нем. Duft- und Tastgarten). Кроме того, здесь обустроены относящийся к Ботаническому саду так называемый Аптечный сад (нем. Apothekergarten) с фонтаном и пергола и различные детские игровые и спортивные площадки.

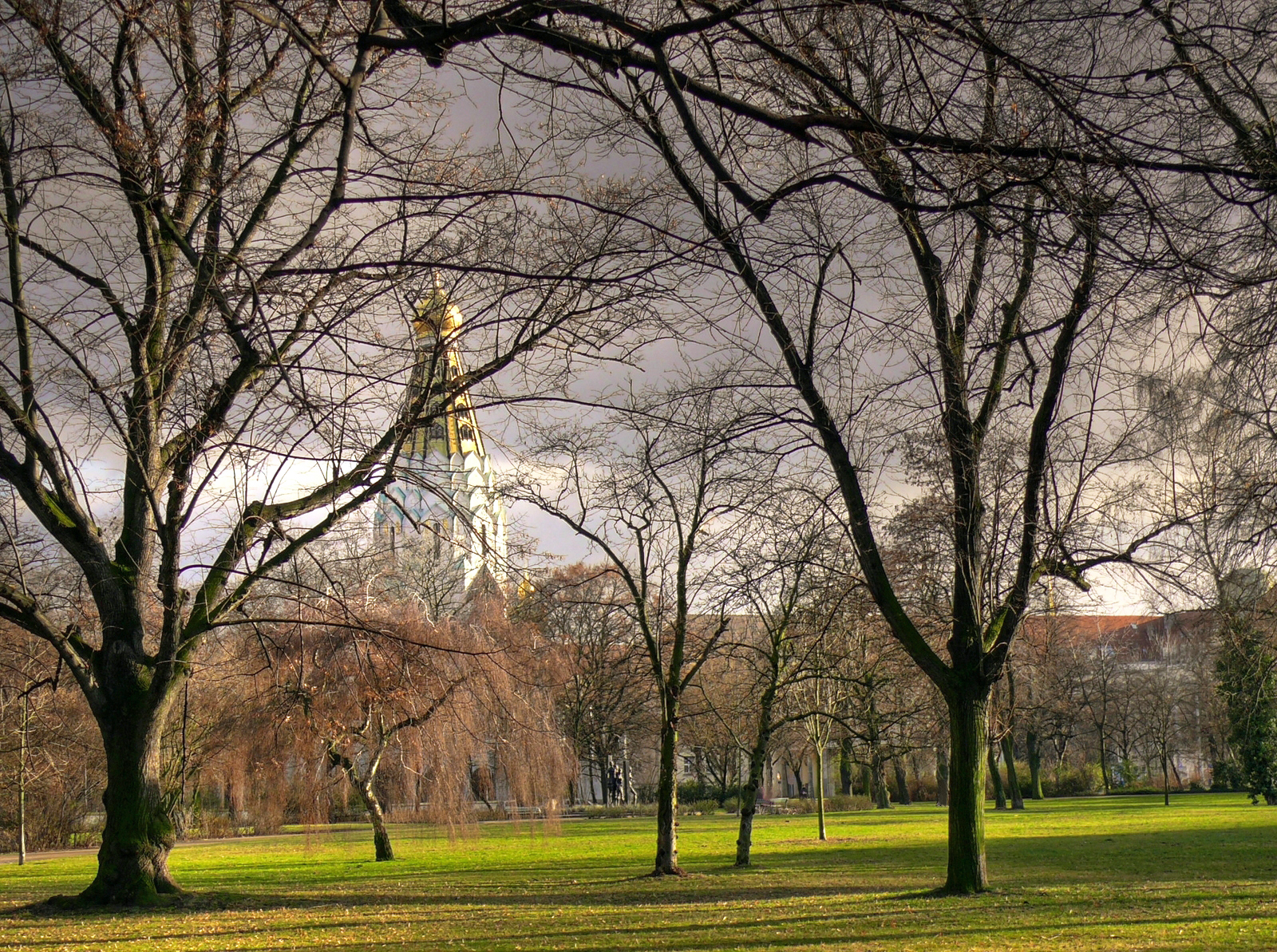
Вид на Свято-Алексиевскую церковь
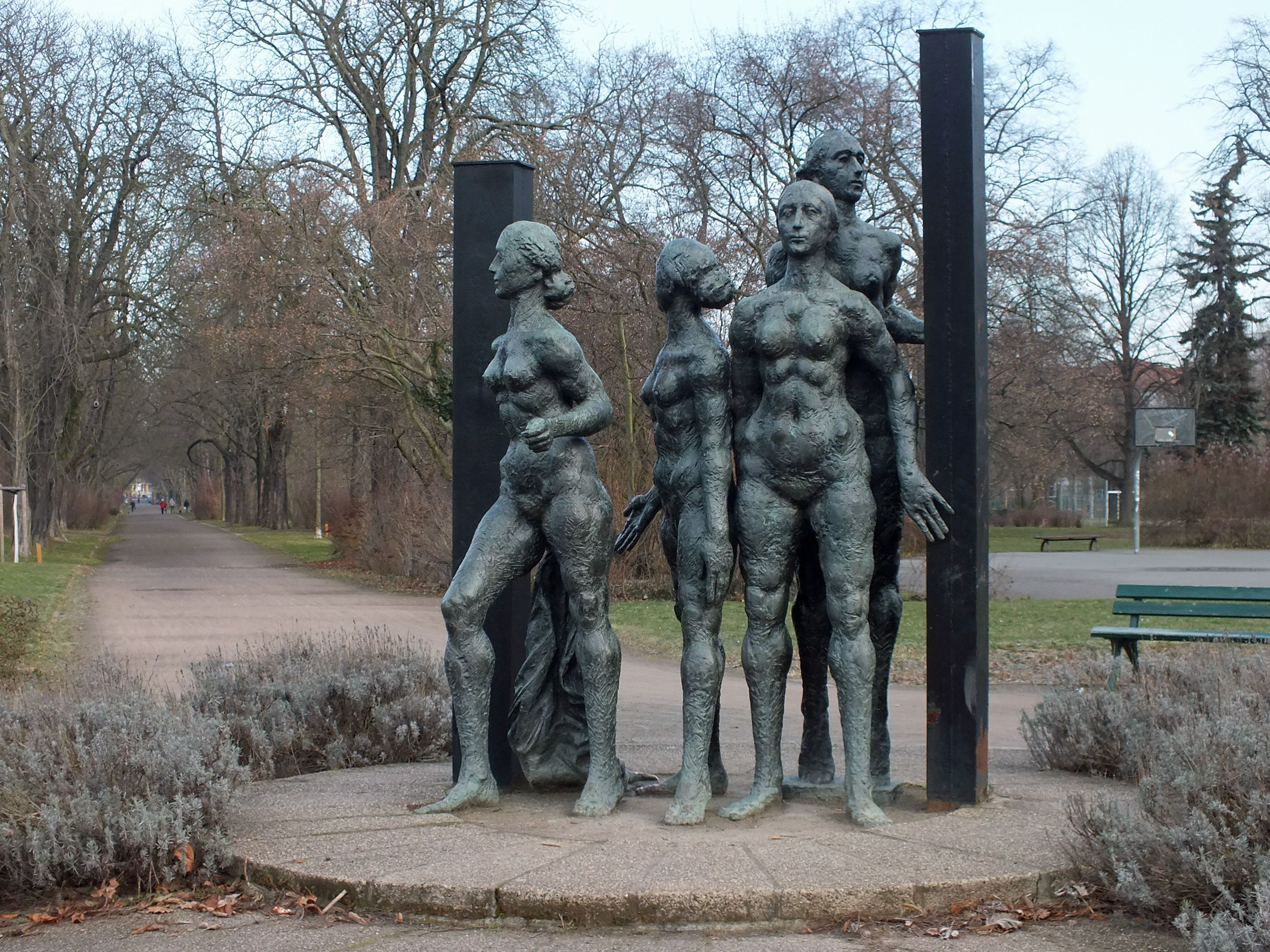
Скульптурная композиция "Студентки"
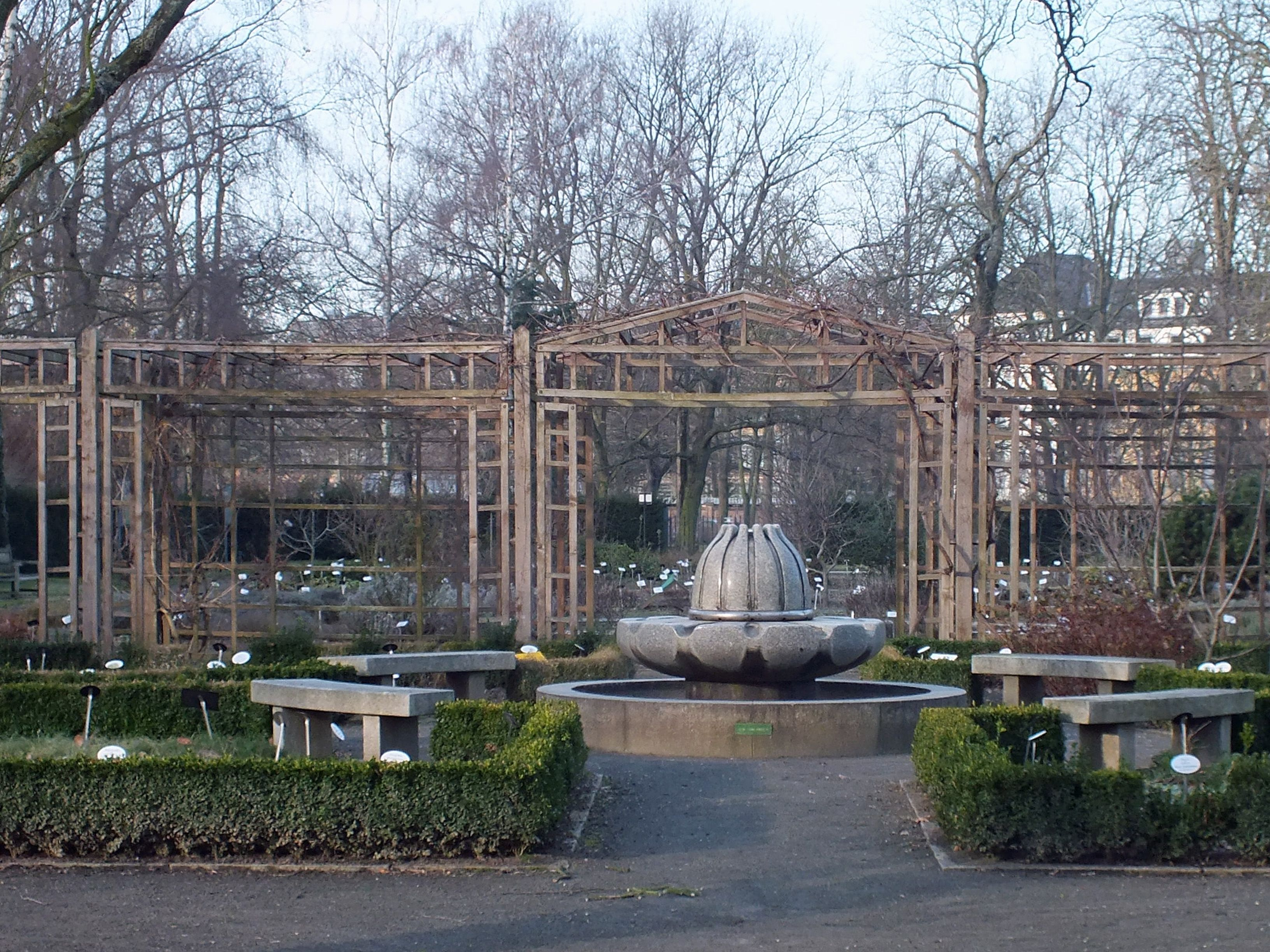
Аптечный сад